# Sophie Lüpfert
Sophie Lüpfert (* 29. Juli 1983 in Annaberg-Buchholz) ist eine deutsche Theaterschauspielerin. 
Seit 2004 studierte sie an der Hochschule für Musik und Theater Rostock. Lüpfert war danach bis 2011 am Neuen Theater in Halle/Saale und ging ab 2011 zum Thalia Theater (Halle an der Saale).
Seit 2012 ist sie Schauspielerin an den Landesbühnen Sachsen in Radebeul bei Dresden.

## Engagements (Auswahl)
- Neues Theater Halle, Spielzeit 2008/09: Honey in Wer hat Angst vor Virginia Woolf?
- Neues Theater Halle, Spielzeit 2010/11: Die neuen Leiden des jungen W
- Thalia Theater Halle, Spielzeit 2011/12: Zazie in der Metro
- Landesbühnen Sachsen, Spielzeit 2014/15: Lilly in Lillys Bus
- Landesbühnen Sachsen, Spielzeit 2014/15: Regan in König Lear
- Landesbühnen Sachsen, Spielzeit 2014/15: Zwerg Grobwurz in Schneeweißchen und Rosenrot
- Landesbühnen Sachsen, Spielzeit 2014/15: Bezahlt wird nicht